# ISO 19112
Lo standard ISO19112 - Riferimenti spaziali basati su nomi geografici definisce uno schema concettuale per i riferimenti spaziali
basati su nomi geografici. Definisce un modello generale per i riferimenti spaziali con l'uso di nomi geografici, definisce i componenti
di un sistema di riferimento e identifica i componenti essenziali per un dizionario geografico.
I riferimenti spaziali attraverso coordinate sono definiti dalla UNI EN ISO 19111. È previsto tuttavia un meccanismo per la memorizzazione di riferimenti di coordinate complementari.
La norma consente ai fornitori di dati di definire sistemi di riferimento spaziali attraverso l'uso di nomi geografici e aiuta gli utenti a comprendere i riferimenti spaziali utilizzati. Consente la costruzione di dizionari geografici coerenti e fornisce un supporto allo sviluppo di altre norme nel campo dei dati geografici.
La norma è applicabile a dati geografici numerici, ma i principi del modello possono essere estesi a diverse altre forme di dati geografici
quali mappe, carte e documenti di testo.
La norma italiana UNI-EN-ISO19112 Archiviato il 27 settembre 2007 in Internet Archive. è la versione ufficiale in lingua inglese della norma europea EN ISO 19112 (edizione gennaio 2005).